# Нидербрюк
Нидербрю́к (фр. Niederbruck) — упразднённая коммуна на северо-востоке Франции в регионе Эльзас — Шампань — Арденны — Лотарингия, департамент Верхний Рейн, округ Тан — Гебвиллер, кантон Мазво. До марта 2015 года коммуна в составе кантона Мазво административно входила в состав округа Тан. Упразднена и с 1 января 2016 года объединена с коммуной Мазво в новую коммуну Мазво-Нидербрюк на основании Административного акта № 57 от 24 декабря 2015 года.
Площадь коммуны — 3,78 км², население — 436 человек (2006) с тенденцией к росту: 464 человека (2012), плотность населения — 122,8 чел/км².

## Население
Численность населения коммуны в 2011 году составляла 474 человека, а в 2012 году — 464 человека.
| 1962 | 1968 | 1975 | 1982 | 1990 | 1999 | 2004 | 2006 | 2008 | 2009 | 2011 | 2012 |
| ---- | ---- | ---- | ---- | ---- | ---- | ---- | ---- | ---- | ---- | ---- | ---- |
| 249  | 275  | 305  | 352  | 364  | 369  | 428  | 436  | 448  | 454  | 474  | 464  |

Динамика населения:

## Экономика
В 2010 году из 296 человек трудоспособного возраста (от 15 до 64 лет) 226 были экономически активными, 70 — неактивными (показатель активности 76,4 %, в 1999 году — 67,2 %). Из 226 активных трудоспособных жителей работали 199 человек (109 мужчин и 90 женщин), 27 числились безработными (11 мужчин и 16 женщин). Среди 70 трудоспособных неактивных граждан 21 были учениками либо студентами, 22 — пенсионерами, а ещё 27 — были неактивны в силу других причин.
На протяжении 2011 года в коммуне числилось 182 облагаемых налогом домохозяйства, в которых проживало 464 человека. При этом медиана доходов составила 19602 евро на одного налогоплательщика.

## Достопримечательности (фотогалерея)

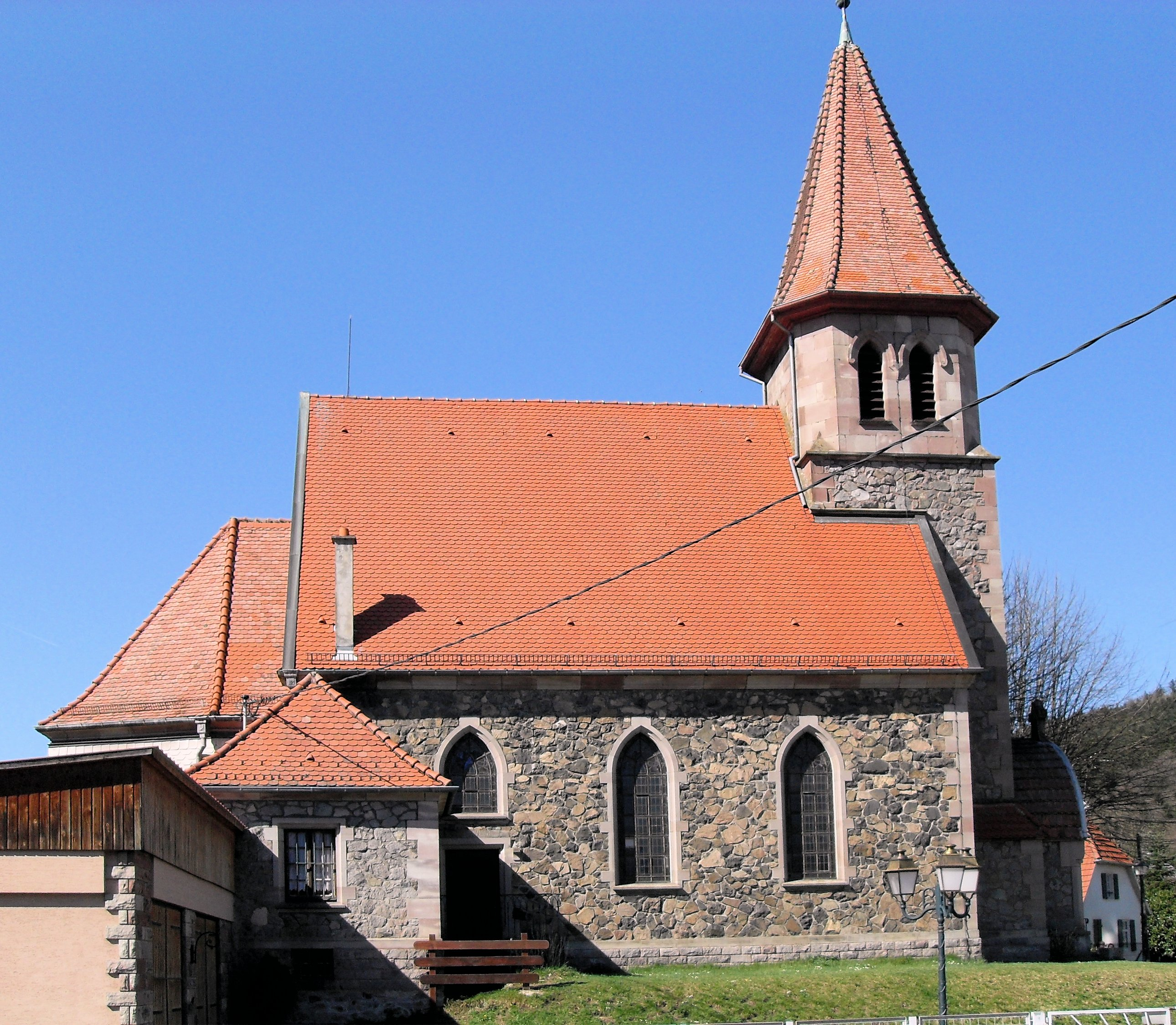
Церковь